# 兰蔻
巴黎兰蔻（法語：Lancôme Paris）是一家法國高檔化妝品企業，1964年被萊雅集团收購為旗下品牌，目前作為萊雅奢侈品部門的一部分，主要提供皮膚護理、香水以及高級化妝品等產品。

## 歷史

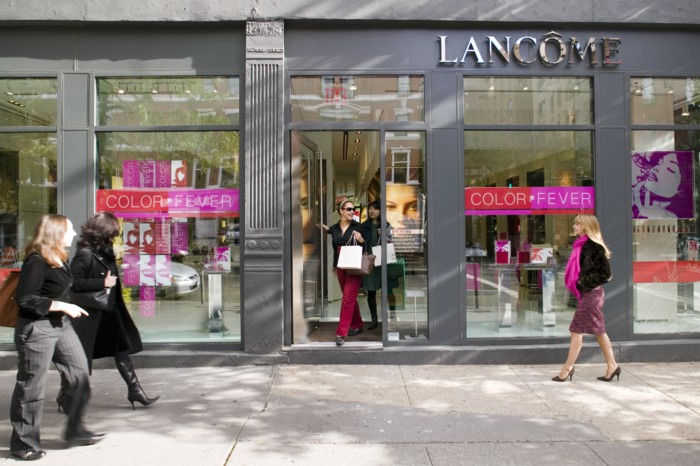
一家位於紐約曼哈頓上西城的蘭蔻精品店

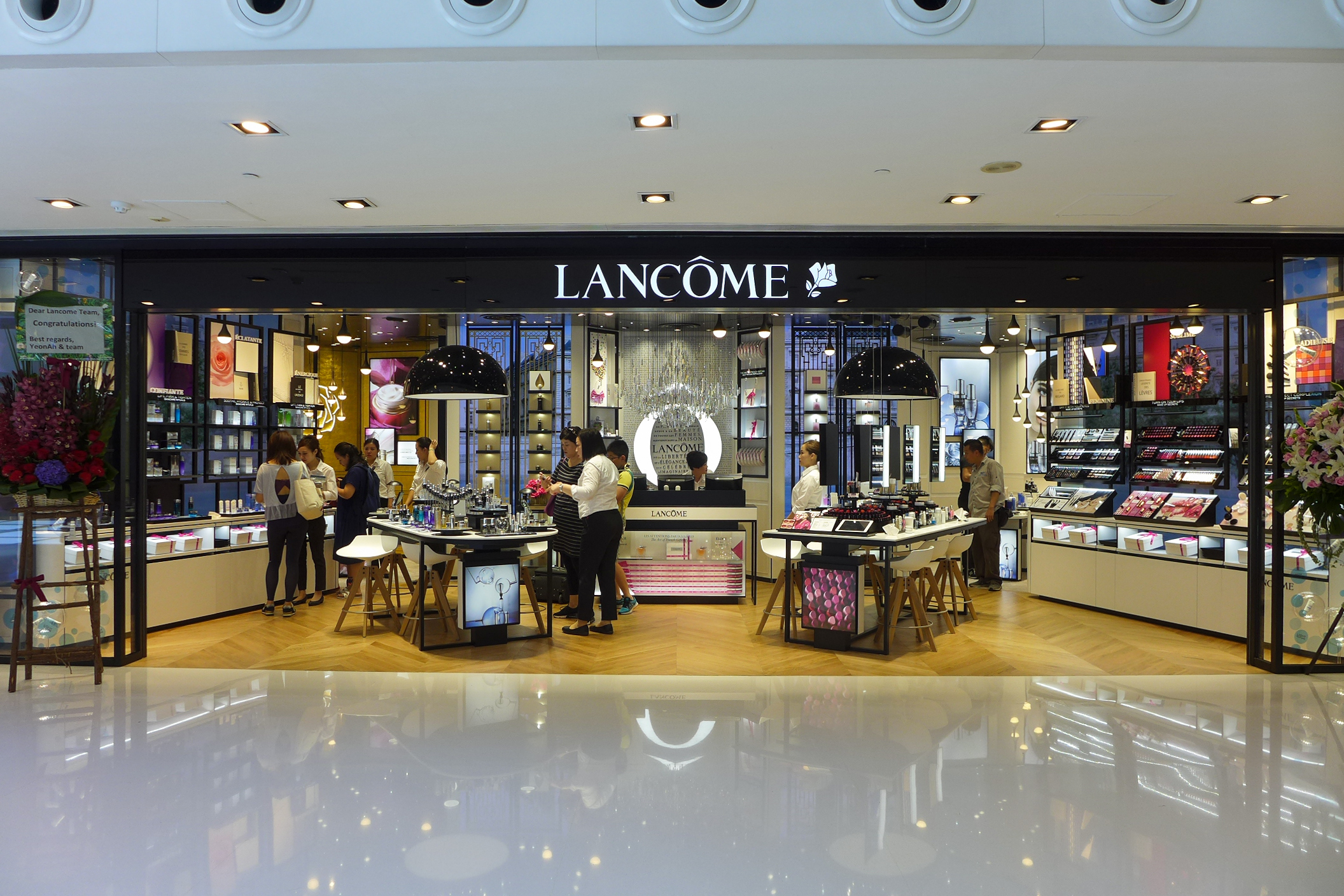
一家位於香港新城市廣場的蘭蔻精品店

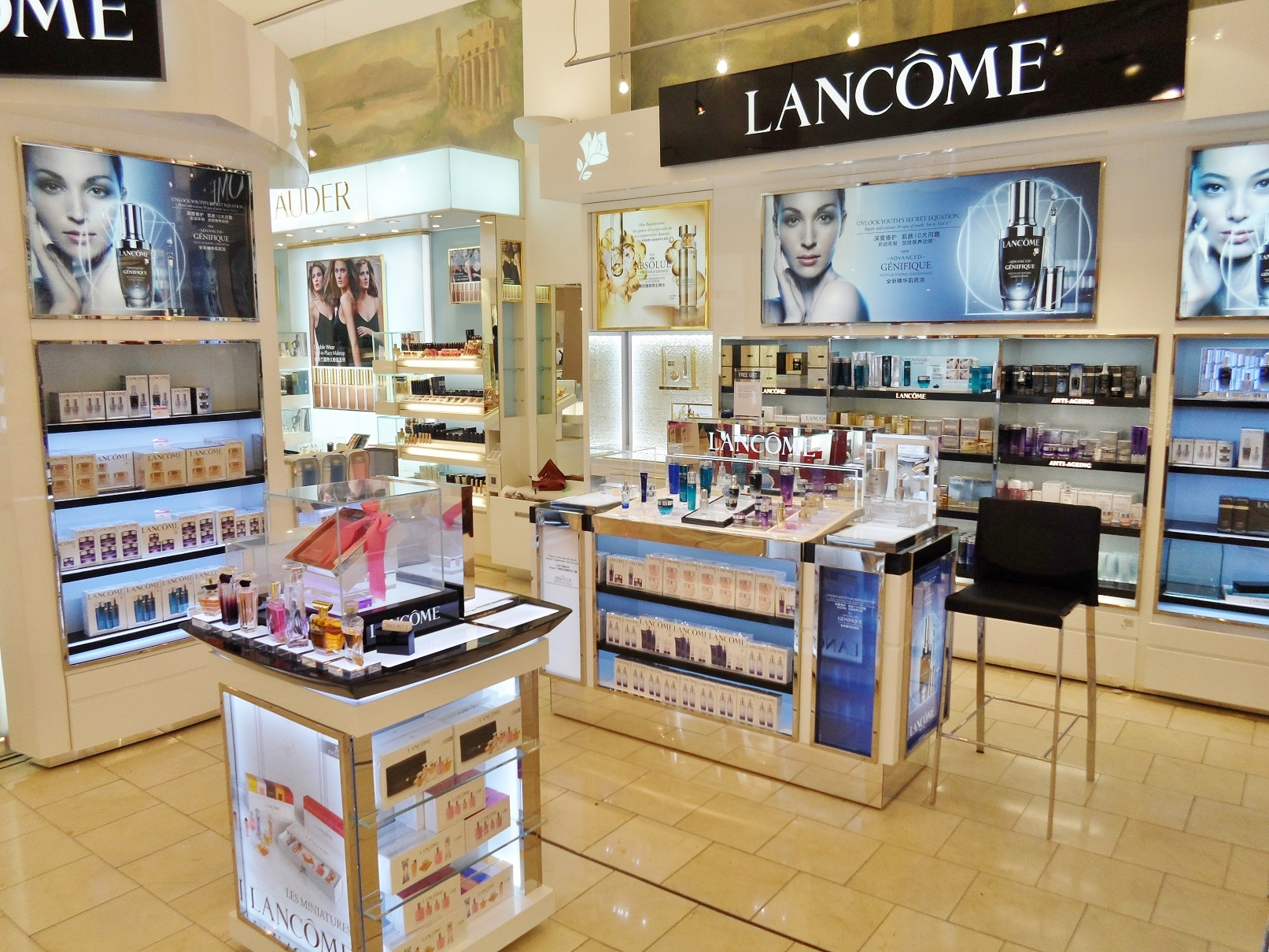
一家位於新西蘭奧克蘭的DFS Galleria 的蘭蔻專櫃

兰蔻公司由阿芒．珀蒂讓於1935年2月21日創立，名字取自位於法國中部的Lancosme古堡。兰蔻首批生產的五款香水——「Tendres Nuits」、「Kypre」、「Tropiques」、「Bocages」和「Conquete」在當年布魯塞爾世博會上展出 。品牌目前流行的香水：Poeme、Tresor、Idole、Climat、Patchouli Aromatique、Calypso、Hypnose。

## 争议

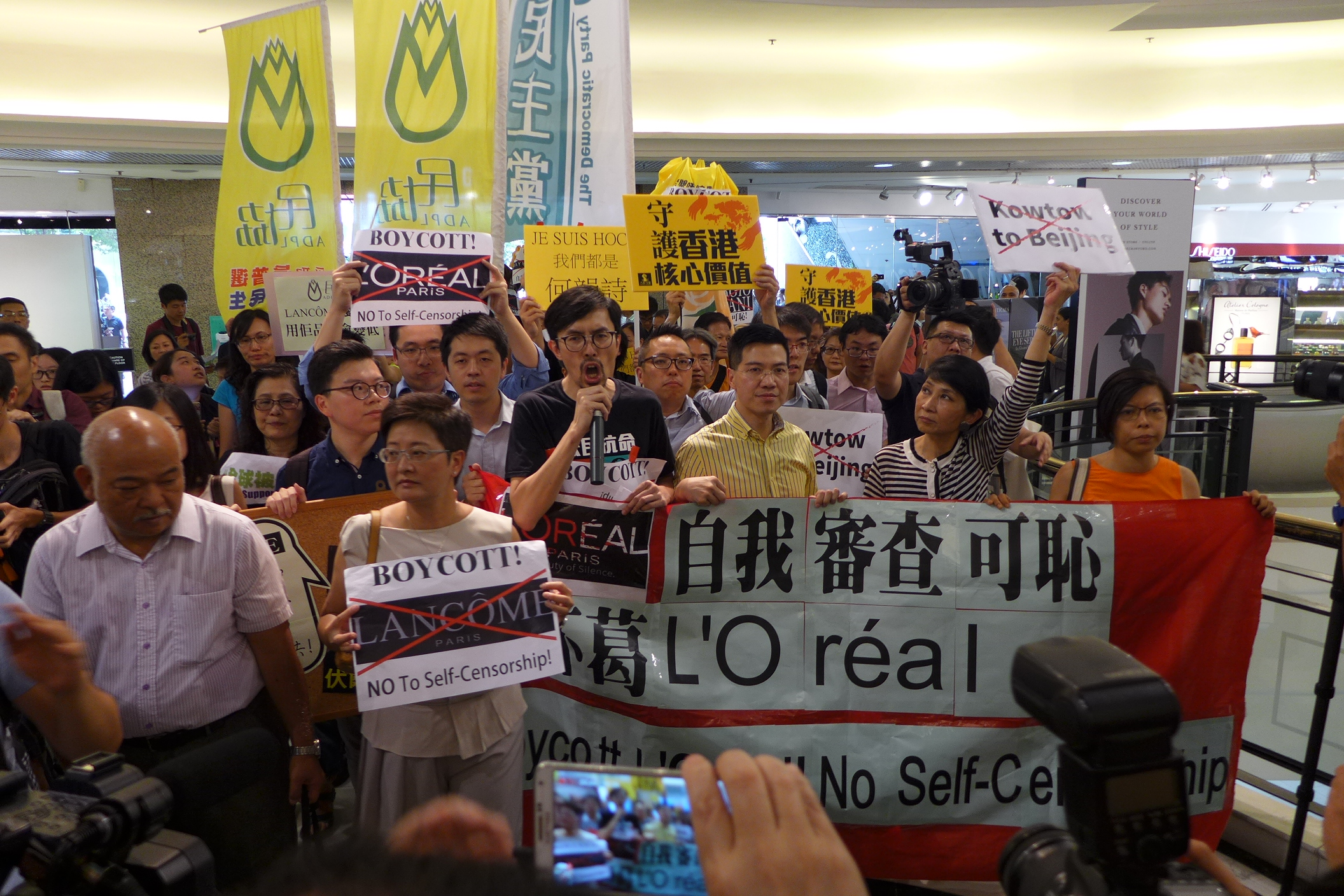
17個政黨組織和民間團體，6月8日到銅鑼灣時代廣場的專櫃示威要求Lancôme道歉

2016年6月4日上午，《環球時報》官方微博發文，稱收到網友的舉報，指出李施德林和蘭蔻找了一名「支持港毒、力挺藏毒頭目」（其中「港毒」及「藏毒」分別意指「港獨」和「藏獨」）的藝人何韻詩代言其產品，其後多家中国媒體都跟進報道。翌日蘭蔻香港在其Facebook專頁發出聲明表示何韻詩並非其代言人，晚上10時更表示「鑑於有可能出現的安全因素」取消原定由何韻詩參與的上環普慶坊PoHo音樂會。而部分香港藝人如王菀之和杜汶澤都表態支持何韻詩。

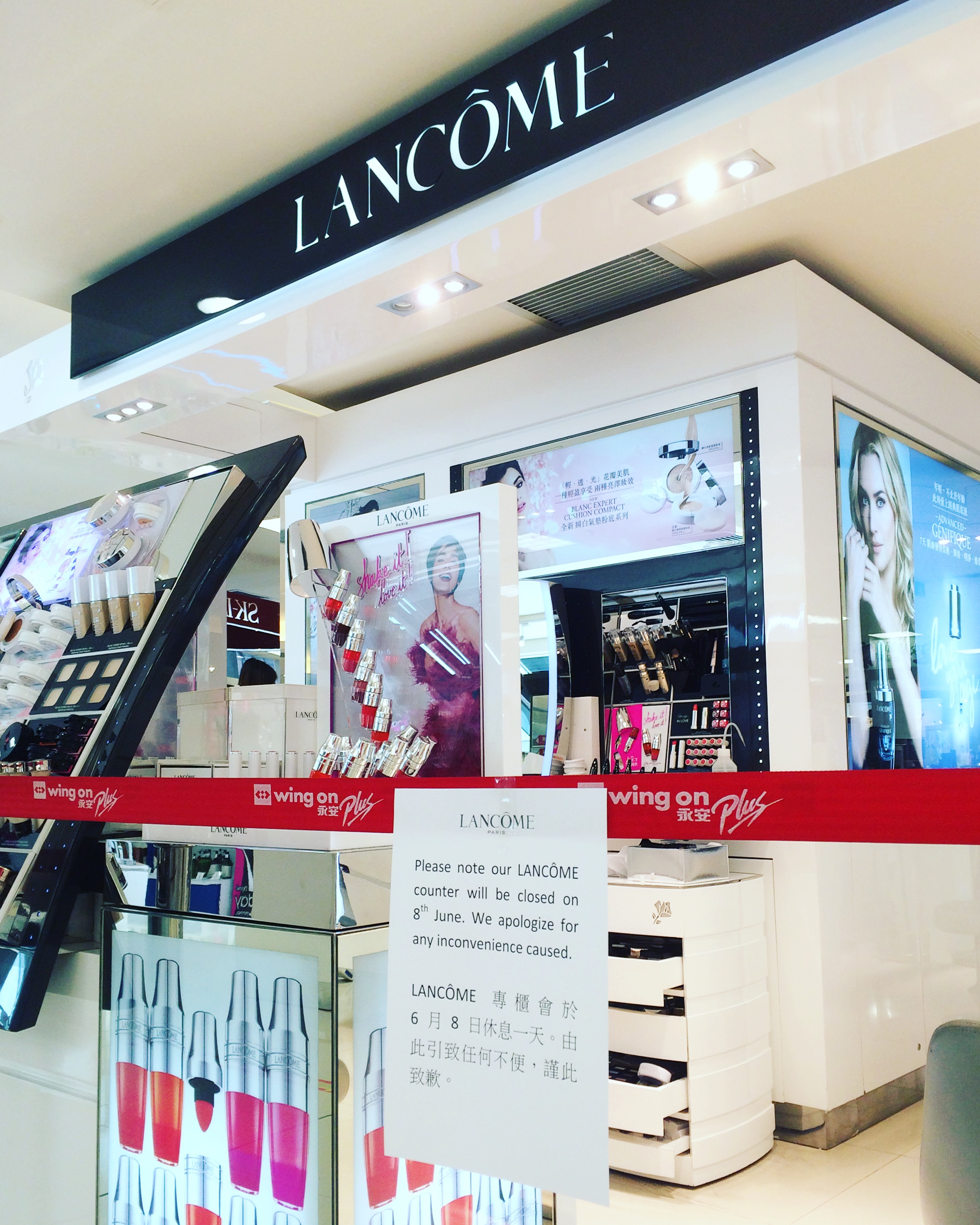
Lancôme分店及專櫃於6月8日休息一天
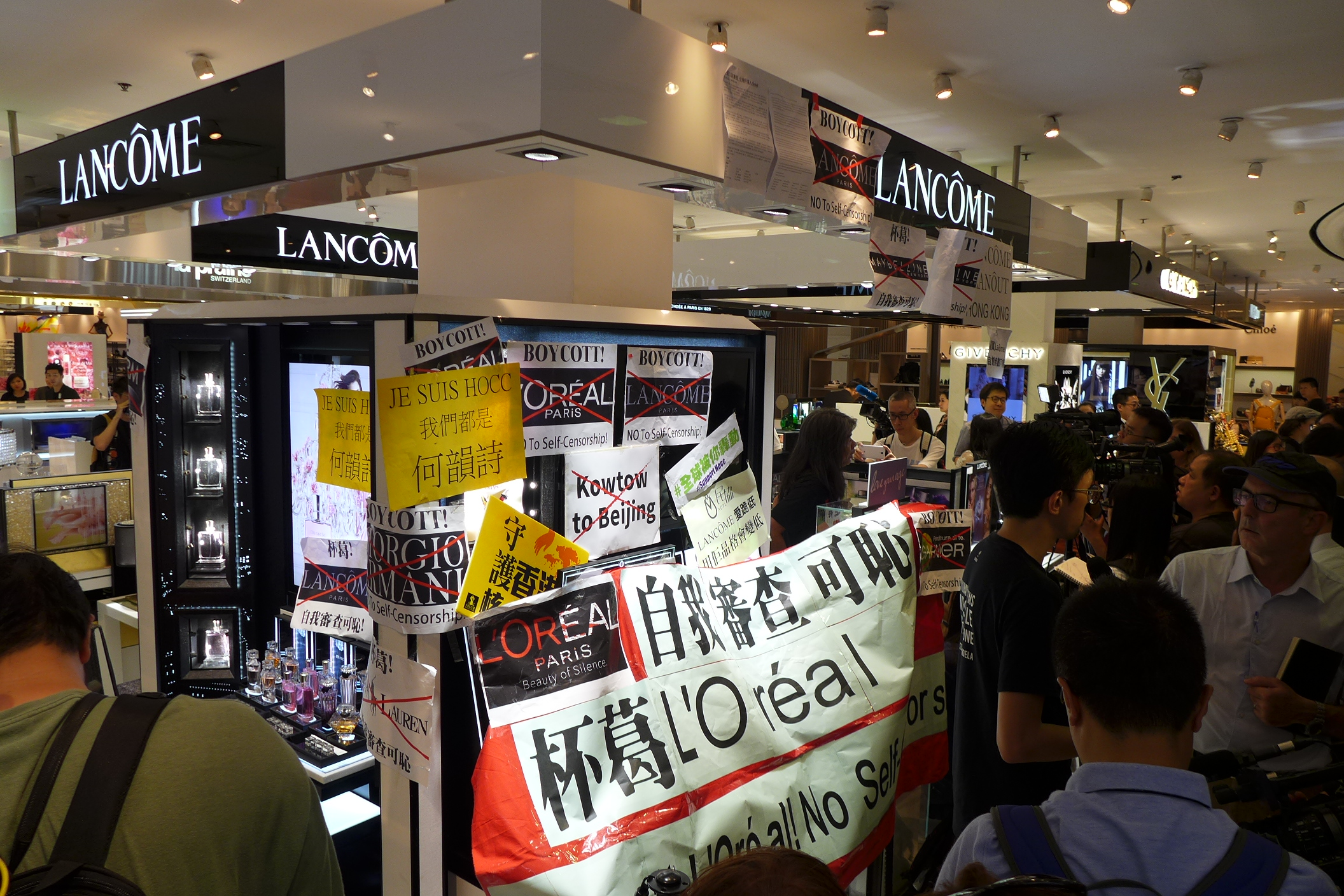
銅鑼灣時代廣場Lancôme專櫃被貼上「杯葛L'Oréal」等標語